# Evolvulus glomeratus
Evolvulus glomeratus är en vindeväxtart som beskrevs av Christian Gottfried Daniel Nees von Esenbeck och Carl Friedrich Philipp von Martius. Evolvulus glomeratus ingår i släktet Evolvulus och familjen vindeväxter.

## Underarter
Arten delas in i följande underarter:
- E. g. glomeratus
- E. g. grandiflorus
- E. g. obtusus

## Bildgalleri

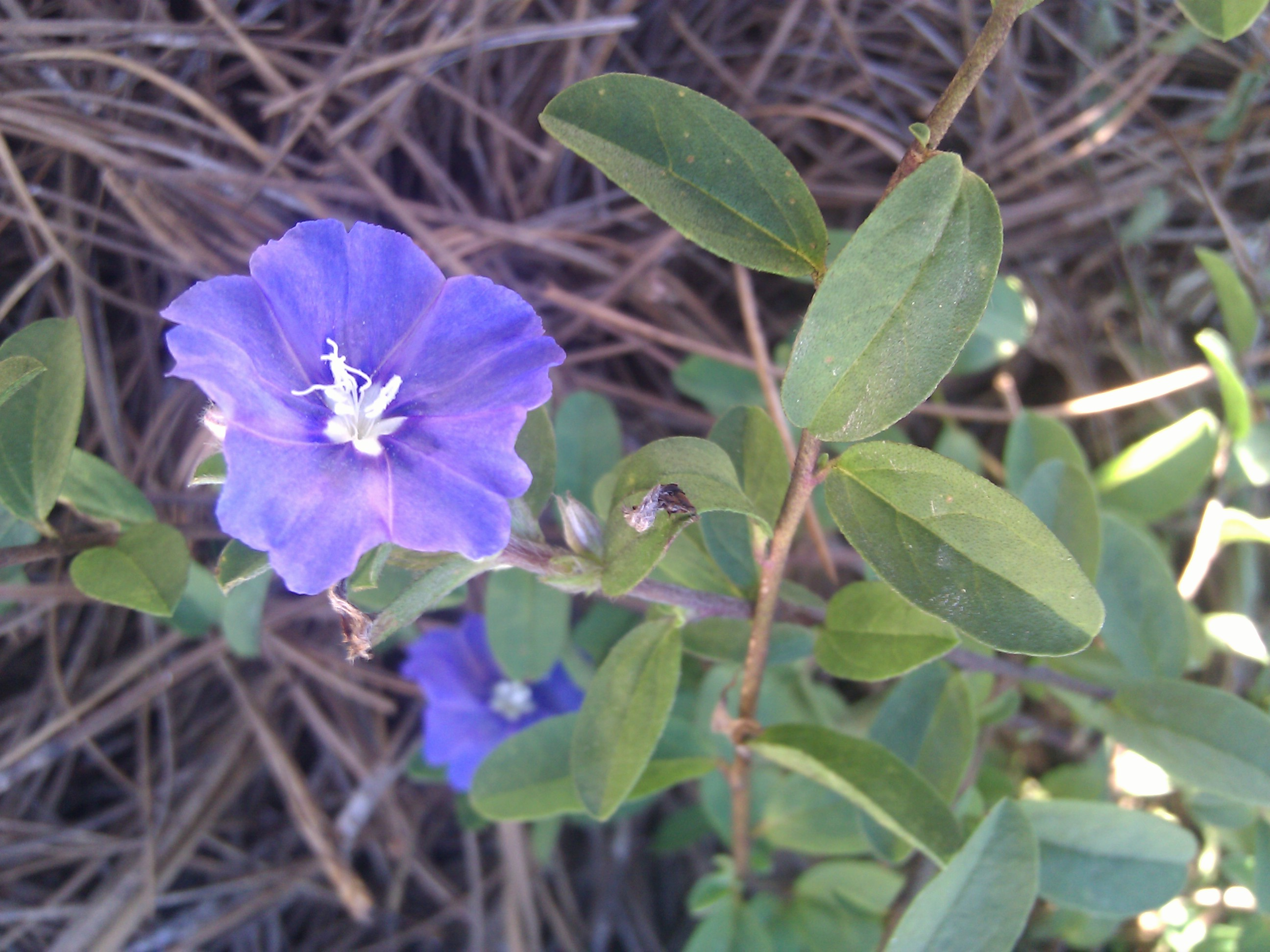
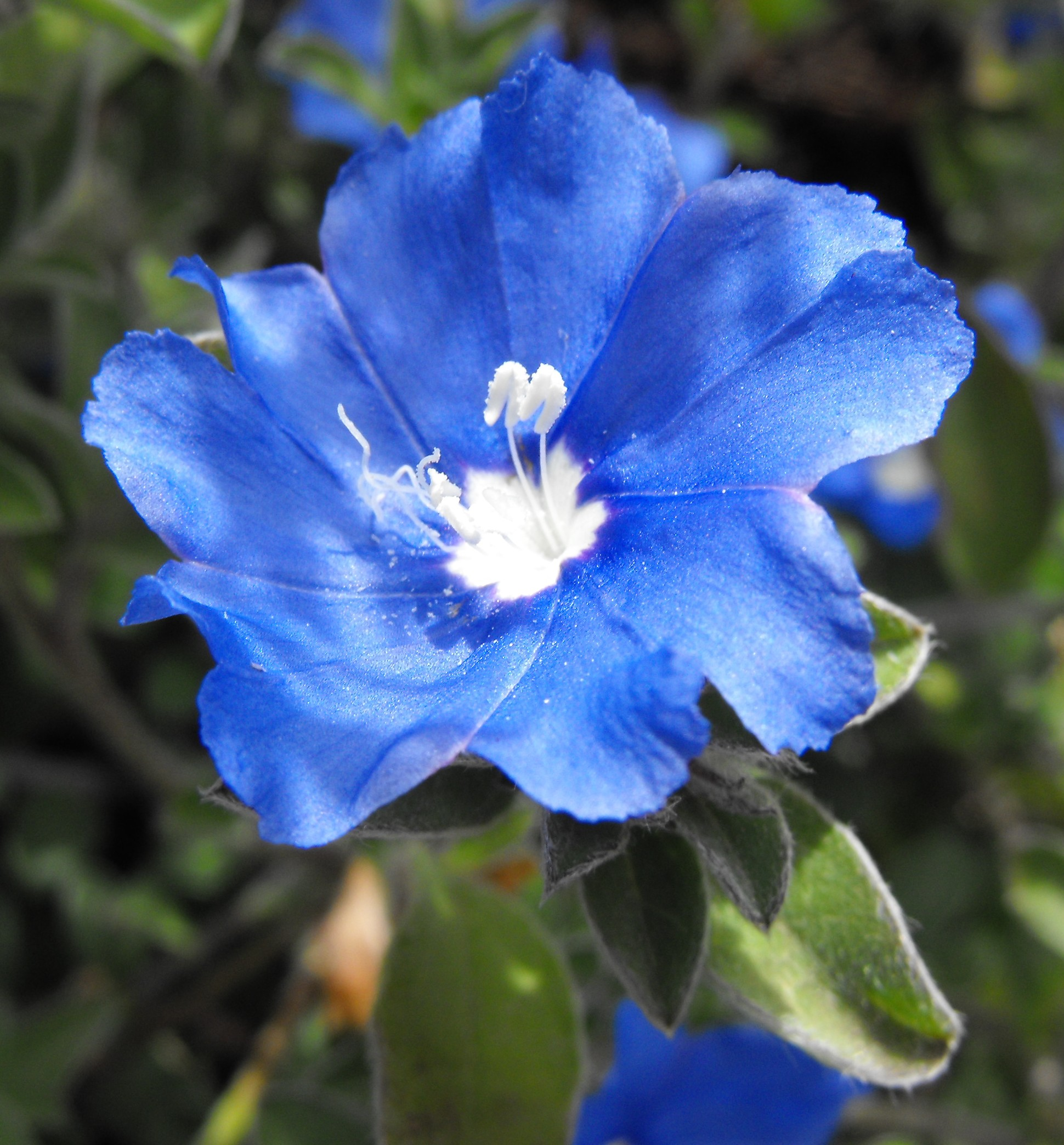
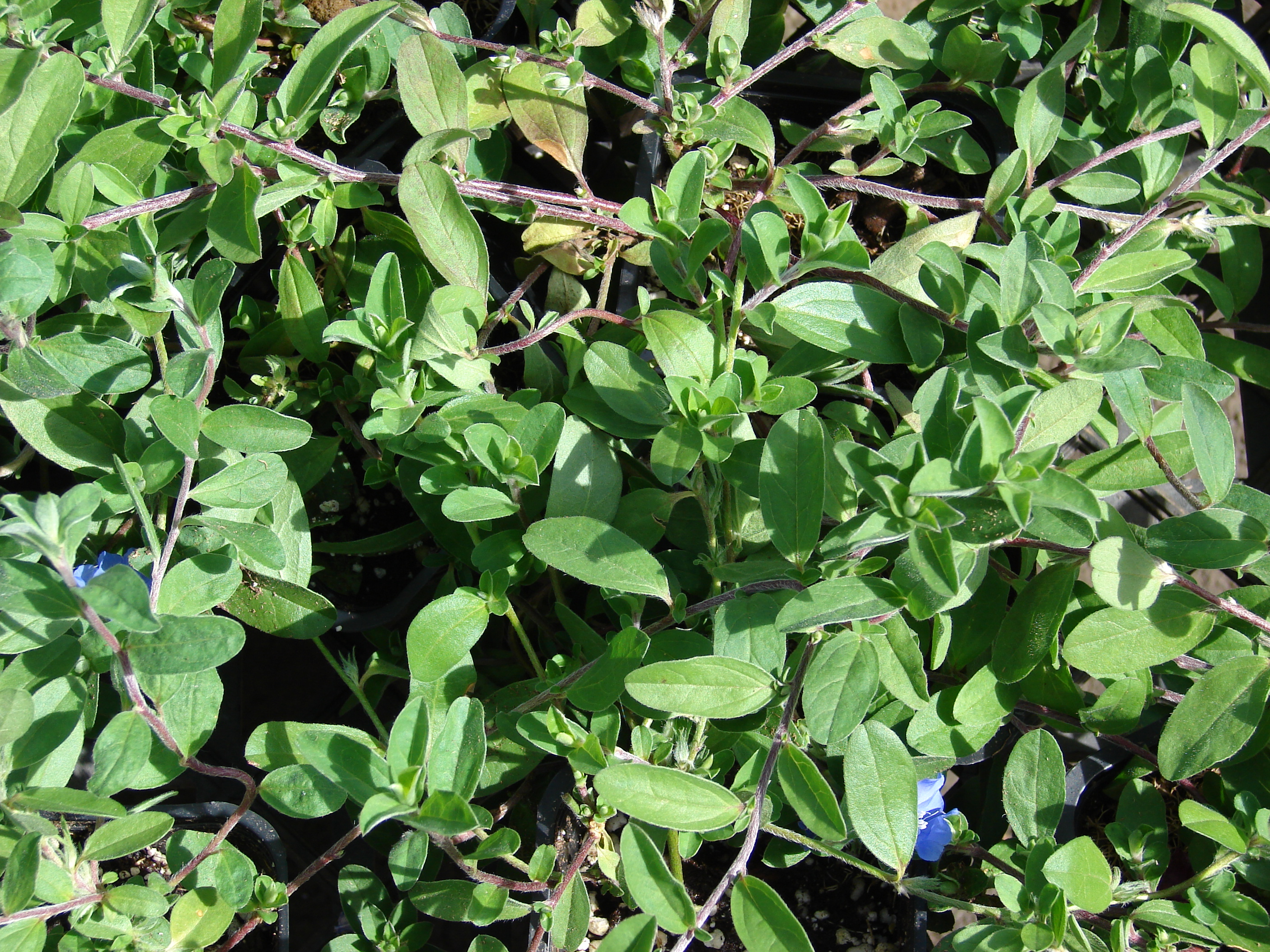
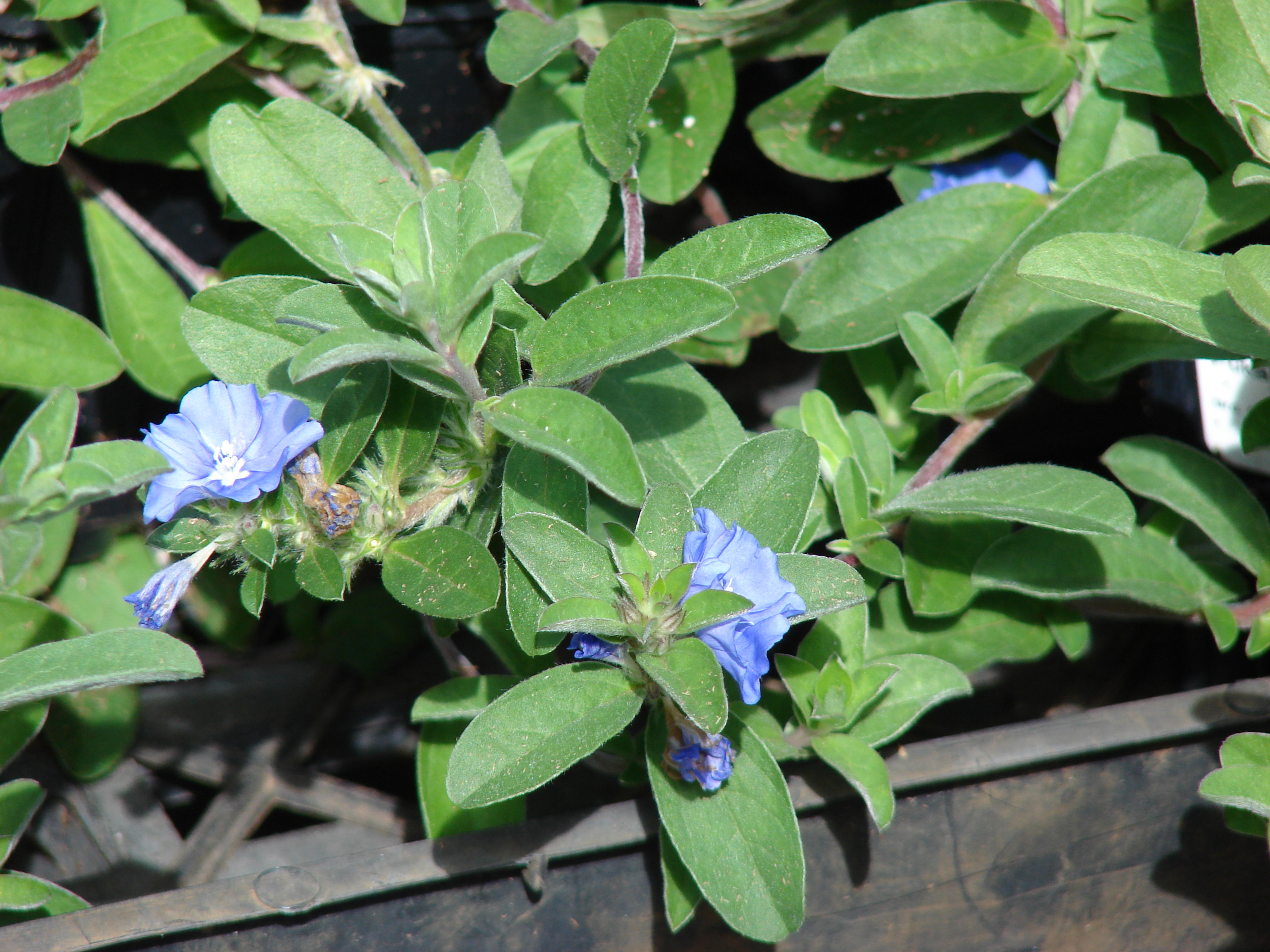